# Spławie (Konin)
Pour les articles homonymes, voir Spławie.
Spławie (prononciation : [ˈspwavjɛ]) est un village polonais de la gmina de Golina dans le powiat de Konin de la voïvodie de Grande-Pologne dans le centre-ouest de la Pologne.
Il se situe à environ 2 kilomètres à l'ouest de Golina (siège de la gmina), à 14 kilomètres au nord-ouest de Konin (siège du powiat) et à 81 kilomètres à l'est de Poznań (capitale régionale).

## Histoire
De 1975 à 1998, le village faisait partie du territoire de la voïvodie de Konin.

Depuis 1999, Spławie est situé dans la voïvodie de Grande-Pologne.